# 空心带鞘箭竹
空心带鞘箭竹（学名：Fargesia contracta f. evacuata）为禾本科箭竹属带鞘箭竹下的一个变型。

## 扩展阅读
- 維基物種上的相關：空心带鞘箭竹